# Brouvelieures (tổng)
Tổng Brouvelieures là một tổng của Pháp, tọa lạc tại tỉnh Vosges trong vùng Lorraine của Pháp.

## Phân chia hành chính
Tổng Brouvelieures được chia thành 10 xã:
- Belmont-sur-Buttant: 256 dân
- Biffontaine: 399 dân
- Bois-de-Champ: 93 dân
- Brouvelieures: 522 dân
- Domfaing: 224 dân
- Fremifontaine: 347 dân
- Mortagne: 151 dân
- Les Poulières: 194 dân
- Les Rouges-Eaux: 71 dân
- Vervezelle: 124 dân

## Hành chính
| Ngày bầu                                  | Tên              | Đảngi | Chức vụ               | Tư cách |
| ----------------------------------------- | ---------------- | ----- | --------------------- | --- |
|                                           | Étienne Pourcher | PS    | Tổng ủy viên hội đồng | Ingénieur économiste, thị trưởng Fremifontaine, Suppléant de Christian Pierret, candidat socialiste à la députation dans la 2e circonscription des Vosges en 2007; il est également président của Được chia thành des élus Républicains Et Socialistes au Conseil Général des Vosges |
| Dữ liệu trước đây không còn được biết rõ. |                  |       |                       | |

## Biến động dân số
| 1968                                         | 1975  | 1982  | 1990  | 1999  |
| -------------------------------------------- | ----- | ----- | ----- | ----- |
| 2 462                                        | 2 356 | 2 383 | 2 356 | 2 381 |
| Số liệu từ năm 1968: Dân số không tính trùng |       |       |       |       |

## Liens externes
- Le canton sur l´Insee
- Localisation của canton sur une carte de France Lưu trữ ngày 29 tháng 6 năm 2007 tại Wayback Machine